# علي عرابي

علي عرابي (ممثل) 1930 - 2005

علي عرابي (بالإنجليزية: Ali Oraby) ممثل ومخرج مصري من مواليد 17 مايو 1930. بدأ المشوار الفني بالتمثيل في السينما عام 1952 ثم التلفزيون ليقدم 77 عملاً، ثم بدأ مع مطلع السبعينيات في العمل كمساعد مخرج وكان حصيلة ذلك 17 عملاً.

## أهم أعماله في التمثيل
فيلم «المنزل رقم 13» عام 1952 للمخرج كمال الشيخ، (قام بدور خادم منزل أم شريف).
فيلم «جعلوني مجرماً» عام 1954 للمخرج عاطف سالم، (قام بدور فرد في عصابة دواهي).
فيلم «رصيف نمرة 5» عام 1956 للمخرج نيازي مصطفى، (قام بدور أحد رواد الحانة).
فيلم «أنا حرة» عام 1959 للمخرج صلاح أبو سيف، قام بدور طالب جامعي.
فيلم «ملاك وشيطان» عام 1960 للمخرج كمال الشيخ، (قام بدور عبد الله).
فيلم «السفيرة عزيزة» عام 1961 للمخرج طلبة رضوان، (قام بدور دقدق).
فيلم «أسرار البنات» عام 1969 للمخرج محمود ذو الفقار، قام بدور عبد المنعم زوج والدة منى.
مسلسل «العرضحالجي» عام 1992 للمخرج رائد لبيب، قام بدور خليفة.

## وصلات خارجية
- علي عرابي على موقع السينما
- علي عرابي على موقع دهليز
- علي عرابي على موقع IMDB
- علي عرابي على موقع كاروهات